# François d'Orléans-Rothelin
Pour les articles homonymes, voir François d'Orléans.
Pour les autres membres de la famille, voir Maison d'Orléans-Rothelin.
François d'Orléans-Rothelin, mort en 1600, bâtard de Longueville, est le fils naturel de François d'Orléans-Longueville, marquis de Rothelin et de Françoise Blosset.

## Biographie

### Gentilhomme
François d'Orléans-Rothelin, est le fils naturel de François d'Orléans-Longueville, marquis de Rothelin et de Françoise Blosset,, dame de Colombières et du Plessis-Pâté et fille  de Jean Blosset, seigneur de Torcy. Elle épouse ensuite Jean de Bricqueville, seigneur de Colombières,.
Il est titré marquis de Rothelin. Son demi-frère Léonor d'Orléans, duc de Longueville, lui donne les baronnies de Varenguebec et de Neaufles en 1563, en le qualifiant de « très-cher & bien-aimé frère, fils naturel de défunt son très honoré seigneur & père ».
En 1568, le roi Charles IX le nomme chevalier de l'ordre du roi,.
Il est lieutenant des gendarmes du duc de Longueville en 1573. Il devient gentilhomme ordinaire de la chambre du roi Henri III en 1578 et gouverneur de Verneuil-sur-Avre en 1588,.
François d'Orléans-Rothelin meurt en 1600,. Il est inhumé à Neaufles.

### Mariage et descendance
François d'Orléans-Rothelin épouse le 2 février 1582 Catherine du Val, morte après 1609, fille de Tristan du Val, grand prévôt de France et vicomte de Corbeil et de Madeleine de Saint-André,. Ils ont quatre enfants :
- Henri Ier, (1583-1652) marquis de Rothelin, baron de Varenguebec , etc., qui continue la famille[1],[3] ;
- Léonor, lieutenant général de l'artillerie, mort au siège de La Rochelle en 1628, sans être marié[1],[3] ;
- Catherine, religieuse à Fontevraud[1],[3] ;
- Henriette, mariée en 1608 à Louis, marquis de Coëtquen, comte de Combourg, mort au siège de La Rochelle en 1628[4],[3] ;

François d'Orléans-Rothelin est le fondateur de la branche des marquis de Rothelin, que Saint-Simon qualifie de « bâtards de bâtards, c'est-à-dire d'un cadet de Longueville ».